# Peter Bergeron
Pour les articles homonymes, voir Bergeron.
Peter Bergeron (né le 9 novembre 1977 à Greenfield, Massachusetts, États-Unis) est un voltigeur de baseball qui a joué dans les Ligues majeures pour les Expos de Montréal de 1999 à 2002 ainsi qu'en 2004.

## Carrière
Le joueur de champ extérieur Peter Bergeron est repêché en 4e ronde par les Dodgers de Los Angeles en 1996. Le 31 juillet 1998, les Dodgers échangent Bergeron, Ted Lilly, Wilton Guerrero et Jonathan Tucker aux Expos de Montréal en retour de Mark Grudzielanek, Carlos Pérez et Hiram Bocachica. Bergeron joue son premier match dans les majeures avec Montréal le 7 septembre 1999.
En 308 parties jouées sur 5 saisons dans les majeures, toutes avec les Expos, Peter Bergeron a frappé pour une moyenne au bâton de ,226 avec 249 coups sûrs, 8 circuits, 56 points produits, 171 points marqués et 31 buts volés.